# Tempio di Bel
Il tempio di Bel (in arabo معبد بل‎?) era un'antica struttura sacra ubicata a Palmira, in Siria e dedicata alla divinità mesopotamica Bel (adorata a Palmira insieme al dio della luna Aglibol e al dio del sole Yarhibol). Il tempio, che costituiva il centro della vita religiosa palmirena, venne consacrato nel 32 d.C. Le sue rovine erano considerate tra le meglio conservate del sito di Palmira, dal 1980 patrimonio dell'umanità dell'UNESCO. Nell'agosto 2015 il tempio è stato distrutto dai militanti del gruppo terroristico Stato Islamico.

## Storia
Il tempio era costruito su un tell la cui stratificazione attesta una presenza umana già a partire dal terzo millennio a.C. In periodo pre-romano l'area era occupata da un tempio precedente che viene chiamato "primo tempio di Bel" o "tempio ellenistico". Il successivo tempio di Bel, che sarebbe sopravvissuto per quasi duemila anni, fu consacrato nel 32 d.C., ma il completamento del tempio stesso e del grande complesso architettonico di cui esso faceva parte richiese approssimativamente un altro secolo. I muri del temenos e del propileo furono costruiti tra la fine del I e la prima metà del II secolo d.C. L'architetto responsabile dell'edificazione del tempio di Bel fu probabilmente un greco (sono noti, grazie ad alcune iscrizioni sopravvissute fino a tempi recenti, i nomi di tre greci che lavorarono alla costruzione); comunque i segni lasciati da muratori e scalpellini testimoniano della presenza, nel cantiere del tempio, di maestranze palmirene e romane oltreché greche.
Il tempio era dedicato al culto della triade di divinità formata da Bel (comparabile al greco Zeus o al romano Giove in quanto signore degli dei e dell'universo) e dalle divinità secondarie Aglibol, dio della luna, e Yarhibol, dio del sole. In epoca bizantina il tempio venne trasformato in una chiesa cristiana. Alcune parti della struttura, e in particolare gli ingressi al cortile, vennero modificate nel 1132 dagli arabi, che trasformarono l'antico tempio in una moschea. La maggior parte delle colonne corinzie sul lato interno del cortile del tempio conservavano i piedistalli delle statue dei benefattori del tempio.

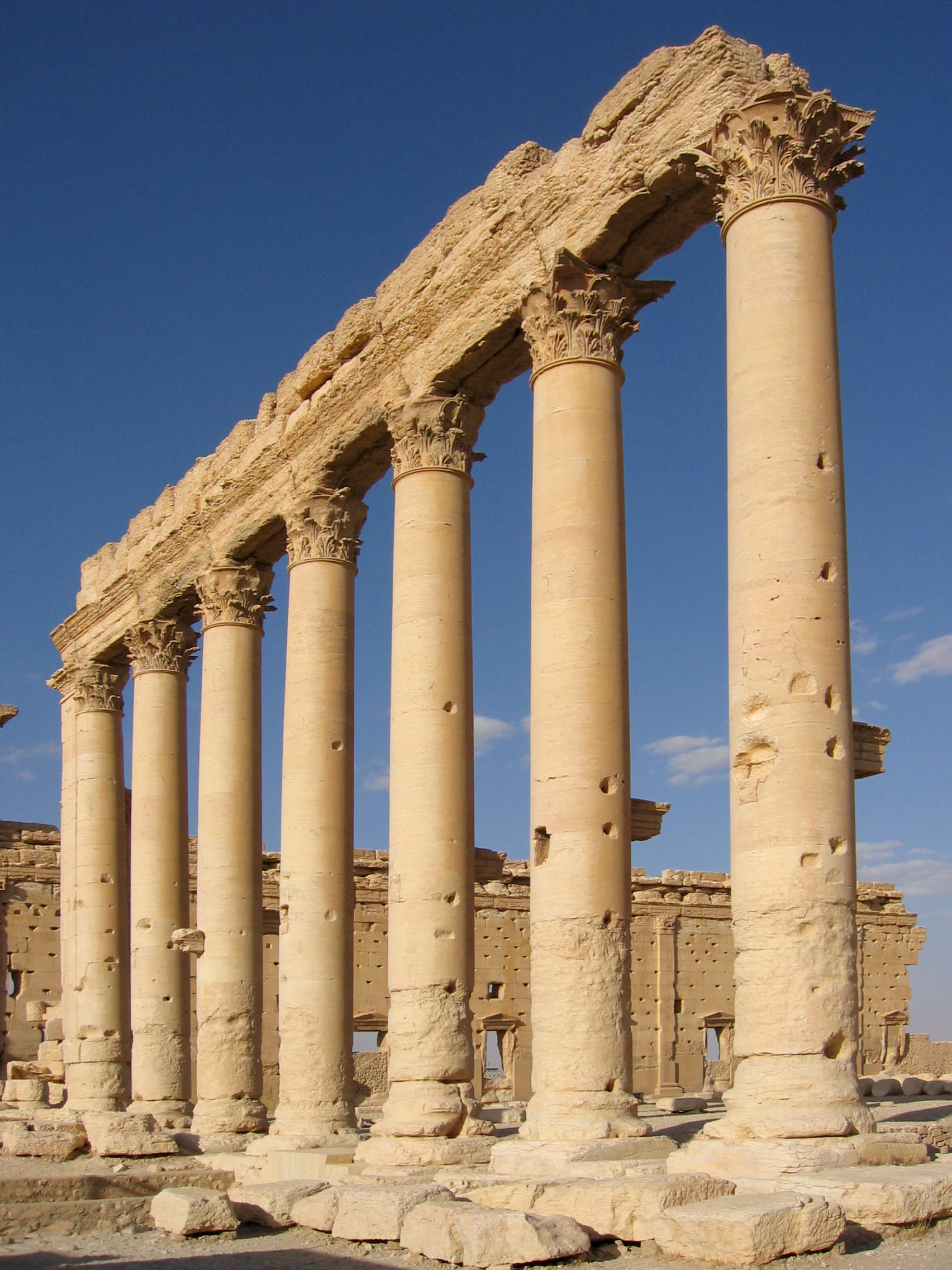
Colonne perimetrali all'interno del cortile del tempio di Bel. Le sporgenze che si notano a circa un terzo dell'altezza delle colonne corinzie erano piedistalli che reggevano altrettante statue dei benefattori del tempio.

## Architettura
Il tempio di Bel era collocato all'estremità orientale del Grande colonnato di Palmira, che costituiva l'asse monumentale della città.
Il tempio esemplificava una sintesi dello stile architettonico dell'antico vicino oriente da un lato e greco-romano dall'altro. Esso, di forma rettangolare e orientato in direzione nord-sud, era collocato al centro di un grande cortile lastricato; questo, al cui interno si trovavano anche altri edifici religiosi, era delimitato da una muraglia di circa 205 m di lato, sul cui lato occidentale si apriva un ingresso monumentale (propileo). Il cortile era circondato all'interno da un portico con una fila di colonne sul lato ovest e due file di colonne sui lati nord, est e sud; all'esterno del muro erano addossate semicolonne corinzie. Nel cortile vennero rinvenuti i resti di un bacile e di un altare, uno spazio dedicato ai banchetti e un edificio con nicchie; nell'angolo nord-occidentale era collocata una rampa che permetteva l'accesso degli animali sacrificali all'area del tempio.
L'articolazione della pianta del tempio era tipica della cultura vicino-orientale per il fatto che l'asse di avvicinamento al tavolo delle offerte era spezzato: in altre parole dopo l'ingresso nella struttura, che avveniva dal lato lungo anziché da quello corto, era necessario girarsi di 90° per trovarsi di fronte al punto focale del culto. Il tempio, i cui elementi verticali erano invece testimoni dello stile greco-romano di epoca ellenistica, sorgeva su una piattaforma a gradini dalle fondamenta particolarmente profonde, le cui dimensioni in corrispondenza dello stilobate erano di 55 × 30 m. Il tempio era del tipo periptero: era costituito cioè da un colonnato che circondava su tutti e quattro i lati la cella, interrotto però sul lato lungo occidentale dalla porta monumentale che conduceva dal cortile, attraverso una scalinata, all'interno del tempio. La cella, che misurava in pianta 39,45 × 13,86 m e che raggiungeva in altezza, contando anche la piattaforma su cui si elevava, i 14 m, conteneva due santuari separati, uno addossato alla parete settentrionale e uno a quella meridionale. Entrambi gli ambienti avevano soffitti monolitici intagliati, di cui quello settentrionale era particolarmente notevole per la presenza di rilievi che rappresentavano i sette pianeti noti nell'antichità circondati dai segni zodiacali. La cella era illuminata da due coppie di finestre per ogni lato lungo. In tre degli angoli della costruzione vennero trovate scale che permettevano di accedere al tetto.

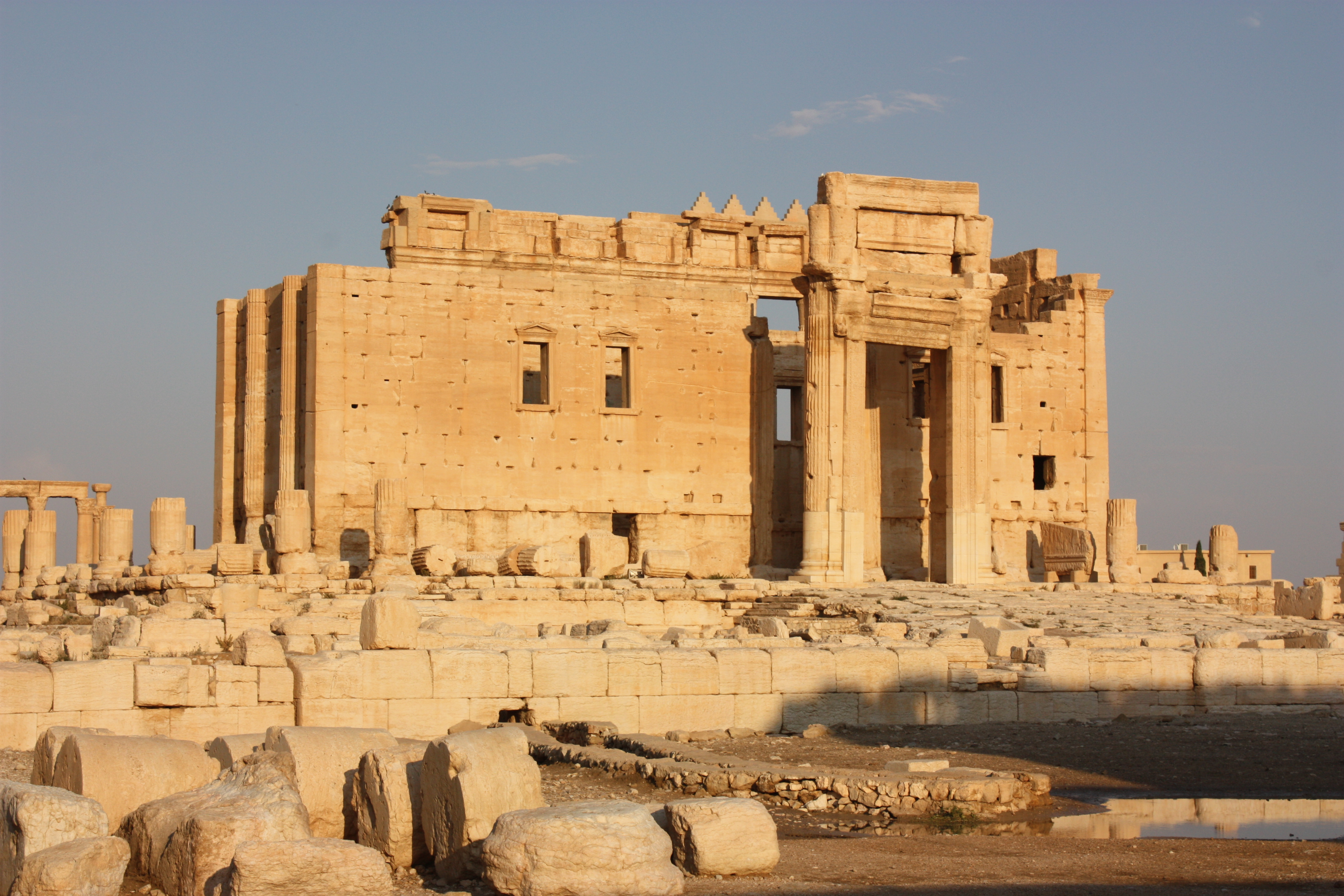
La porta che interrompeva asimmetricamente il lato occidentale del colonnato periptero del tempio di Bel, consentendo l'accesso alla cella. Si notano anche le finestre che garantivano l'illuminazione dell'interno.

## Distruzione
Il 30 agosto 2015, la Associated Press diffuse la notizia che i guerriglieri dell'ISIS avevano parzialmente distrutto il tempio con l'esplosivo, citando testimoni oculari. Dal racconto di un residente di Palmira risultava che mattoni e colonne erano sparsi al suolo e che un solo muro era rimasto in piedi. I danni furono confermati anche dall'Osservatorio siriano per i diritti umani. Il responsabile della sovrintendenza generale siriana delle antichità e dei musei, Maamoun Abdulkarim, affermò che nonostante un'esplosione fosse avvenuta all'interno del perimetro del tempio la struttura principale era ancora intatta. Questo rapporto si rivelò tuttavia scorretto quando l'ONU, con un comunicato dell'Istituto delle Nazioni Unite per la formazione e la ricerca, confermò la distruzione del tempio grazie all'impiego di immagini satellitari.
L'abbattimento del tempio di Bel avveniva una settimana dopo la demolizione da parte dello Stato Islamico del tempio di Baalshamin, sempre a Palmira, la quale era stata svolta con modalità analoghe. In base a quanto era stato precedentemente riferito, l'IS aveva sostenuto di non avere intenzione di demolire i monumenti di Palmira, ma che avrebbe distrutto qualunque elemento considerato politeistico. L'UNESCO, che dal 1980 riconosce al sito di Palmira lo status di patrimonio dell'umanità, espresse costernazione per la distruzione del tempio tramite la sua direttrice generale, Irina Bokova. Condannando il gesto, qualificato come crimine di guerra, Bokova riaffermava la volontà dell'UNESCO di proteggere il patrimonio artistico e culturale siriano tramite la lotta al traffico di reperti storici, la documentazione dei siti in pericolo e la facilitazione della collaborazione tra gli esperti.